# German Juniors 2005
Das German Juniors 2005 im Badminton fand vom 24. bis zum 27. Februar 2005 in Bottrop statt. Es war die 22. Austragung dieses bedeutendsten internationalen Juniorenwettkampfs Deutschland. Die Dieter-Renz-Halle war zum vierten Mal der Austragungsort.

## Sieger und Platzierte
| Disziplin    | Gold                             | Silber                                | Bronze                          |
| ------------ | -------------------------------- | ------------------------------------- | ------------------------------- |
| Herreneinzel | Rajiv Ouseph                     | Yoshio Horikawa                       | Daren Liew                      |
| Herreneinzel | Rajiv Ouseph                     | Yoshio Horikawa                       | Hong Ji-hoon                    |
| Dameneinzel  | Yoo Hyun-young                   | Choi Joo-min                          | Jeanine Cicognini               |
| Dameneinzel  | Yoo Hyun-young                   | Choi Joo-min                          | Kaori Imabeppu                  |
| Herrendoppel | Kenichi Hayakawa Hiroyuki Endo   | Hikaru Komachiya Ko Sato              | Han Ki-hoon Choi Sang-won       |
| Herrendoppel | Kenichi Hayakawa Hiroyuki Endo   | Hikaru Komachiya Ko Sato              | Tan Boon Heong Arif Abdul Latif |
| Damendoppel  | Park So-ri Choi A-reum           | Julia Wong Pei Xian Lydia Cheah Li Ya | Gu Juan Vanessa Neo Yu Yan      |
| Damendoppel  | Park So-ri Choi A-reum           | Julia Wong Pei Xian Lydia Cheah Li Ya | Christinna Pedersen Marie Røpke |
| Mixed        | Rasmus Bonde Christinna Pedersen | Robert Adcock Jenny Wallwork          | Ko Sato Shizuka Matsuo          |
| Mixed        | Rasmus Bonde Christinna Pedersen | Robert Adcock Jenny Wallwork          | Kwon Yi-goo Yoo Hyun-young      |